# Chérie coco
Singles de Magic System featuring Soprano
Ambiance à l'africaine
(2010) La Danse des Magiciens
(2011)
Pistes de Toutè Kalé
Ca me dégban Destin
Chérie coco est une chanson du groupe ivoirien Magic System sortie le 21 mars 2011 en collaboration avec le rappeur français Soprano. Extrait de l'album Toutè Kalé (2011) la chanson a été écrite par Soprano, A'Salfo, Manadja, Goudé, Tino et produit par Skalp. Le single se classe dans le top 3 en France et le top 20 en Belgique (Wallonie), Chérie coco arrive numéro un des clubs en avril 2011 et devient le 6e titre le plus diffusé en club pour l'année 2011.

## Clip vidéo
Le clip vidéo sort 9 jours après la sortie digital le 30 mars 2011 sur le site de partage YouTube sur le compte officiel des Magic System.
D'une durée de 4 minutes 40 secondes, celui-ci a été visionné plus de 25 millions de fois.
Dans le clip, le rappeur Kamini joue le maître de cérémonie d'un concours de miss. Le groupe Magic System et le rappeur Soprano mettent l'ambiance. De nombreuses jeunes filles défilent devant des jurés. C'est une Black Mama (femme africaine de forte corpulence) qui remporte le concours.

## Liste des pistes
Promo - Digital
1. Chérie Coco -	3:38

## Performance dans les hit-parades
| Classement (2011)                       | Meilleure position |
| --------------------------------------- | ------------------ |
| Suisse (Schweizer Hitparade)            | 69                 |
| Belgique (Wallonie Ultratop 50 Singles) | 11                 |
| France (SNEP)                           | 2                  |
| France (Club 40)                        | 1                  |

| Classement (2011) | Position |
| ----------------- | -------- |
| France (Club 40)  | 6        |
| France (SNEP)     | 12       |